# Bonjour Tristesse (chanson)
Pour les articles homonymes, voir Bonjour tristesse (homonymie).
Pistes de La Vie Théodore
J'aimais mieux quand c'était toi La Vie Théodore
Bonjour tristesse est une chanson française d'Alain Souchon, sortie en 2005 dans l'album La Vie Théodore, écrite et composée par Alain Souchon. Elle fait l'objet d'une nouvelle version sur l'album Écoutez d'où ma peine vient.
La chanson rend hommage à Françoise Sagan, un des écrivains préférés du chanteur.

## Genèse
Alain Souchon compose la chanson peu avant la mort de Françoise Sagan, un de ses écrivains préférés. Il veut la lui faire écouter mais, trop timide, n'ose pas la lui envoyer et la chanson sort quelques mois après la mort de la romancière. De cette dernière, Alain Souchon a dit :

« Ses bouquins, son style, on tourne les pages avec avidité, comme chez Patrick Modiano, cela vous prend, dans la justesse. A sa mort, les gens de la littérature l'ont traitée avec condescendance. Toute sa vie, on n'a parlé que de l'argent qu'elle gagnait, des voitures de sport, du whisky. Elle en a été frustrée. Pour moi, Sagan est comme un être parfait. Parlant bien de l'herbe, des chevaux, tout en passant sa vie avec des rigolos dans les boîtes. »

## Présentation
La chanson reprend plusieurs aspects de la vie de Françoise Sagan, participant à la construction de sa légende : les jeux de casino (« Au black jack, au ch'min de fer, au tour de passe-passe »), les luxueuses voitures de sport et de courses (« Dans les Jaguars sublimes, Et les Aston Martin ») ; mais aussi l'alcool excessif, les expériences sexuelles et la consommation de drogues (« Les dames et leurs jolis minois, Les messieurs aussi se noient, Dans le whisky, le rêve et l'alcool de noix. »)
Les refrains de la chanson sont uniquement constitués par les titres des romans et des œuvres de Françoise Sagan : Bonjour tristesse, La Chamade, La Laisse, De guerre lasse, Aimez-vous Brahms…, Il fait beau jour et nuit, Le Cheval évanoui, Des yeux de soie, Bonheur, Impair et Passe.